# The Legend of Zelda: Twilight Princess HD
The Legend of Zelda: Twilight Princess HD (jap. ゼルダの伝説 トワイライトプリンセス HD, Zeruda no Densetsu: Towairaito Purinsesu HD) ist ein Action-Adventure-Videospiel, das im März 2016 für die Heimkonsole Wii U erschienen ist. Es handelt sich dabei um eine Neuauflage des 2006 auf dem GameCube und der Wii veröffentlichten Spiels Twilight Princess.
Das im November 2015 erstmals angekündigte Twilight Princess HD wurde vom japanischen Spielkonsolenhersteller Nintendo veröffentlicht und von Tantalus und Nintendo EAD entwickelt. Spielprinzip und Handlung des Spiels gleichen im Wesentlichen dem Original. Neben überarbeiteter Grafik bietet die Neuauflage laut Entwickler einige Anpassungen und Optimierungen.

## Spielbeschreibung

### Handlung und Spielprinzip
Die Handlung von Twilight Princess HD gleicht der des Originals. Der Protagonist Link lebt in einem kleinen Dorf namens Ordon. Dort wird er beauftragt, ein von seinem Freund Moe geschmiedetes Schwert an den Königshof nach Schloss Hyrule zu bringen. Jedoch wird Link vor Ausführung des Auftrags von Monstern niedergeschlagen und blitzartig in das Schattenreich hineingezogen, in dem er die Gestalt eines Wolfes annimmt. Er wird gefangen genommen und nach Schloss Hyrule gebracht. Im dortigen Verlies trifft er auf eine ungewöhnliche, schwebende Kreatur namens Midna, mit deren Hilfe es ihm gelingt, aus dem Verlies zu entkommen und Prinzessin Zelda zu treffen. Sie berichtet, wie es zu der seltsamen Verwandlung von Hyrule kam. Zelda bittet Link um Hilfe, Hyrule von der Dunkelheit zu befreien.

### Änderungen gegenüber dem Original
Twilight Princess HD wurde gegenüber dem Originalspiel in einigen Detailaspekten abgeändert. So wurde die Steuerung auf das Wii U GamePad angepasst. Auch die Bewegungssteuerung, die der Controller ermöglicht, kommt zum Einsatz. Neu sind unter anderem Stempel, die für das soziale Netzwerk Miiverse eingebaut wurden und der Helden-Modus, in dem Link doppelten Schaden von Gegnern erhält. Außerdem können mithilfe kompatibler Amiibo Herzen oder Pfeile aufgefüllt oder doppelter Schaden erhalten werden, das Wolf-Link-Amiibo schaltet die neue Schattenhöhle frei. Weitere Anpassungen wie größere Rubintaschen (500/1.000/2.000 statt 300/600/1.000), die Verkürzung der Strahlentau-Sammelmissionen (12 anstelle von 16 Tropfen) und von Animationen sollen das Spieltempo verbessern. Des Weiteren wurde die Auflösung von 480p auf 1080p erhöht. Zusätzlich wurden Texturen aufgearbeitet und teilweise durch neue ersetzt. Daneben wurden auch die Beleuchtungseffekte verbessert.

## Entwicklung

### Entwicklungsprozess
Vor der Entwicklung von The Legend of Zelda: The Wind Waker HD wurden verschiedene Zelda-Spiele und ihre Grafikstile auf Tauglichkeit als HD-Versionen überprüft, wobei sich die Grafikstile der beiden Spiele als am besten geeignet heraus stellten. Nach Fertigstellung von The Wind Waker HD begann die Entwicklung von Twilight Princess HD Ende 2013, als Tantalus die Mitarbeit begonnen hatte.
Anfang 2014 wurde offiziell bestätigt, dass Tantalus eine Neuauflage eines Spiels für die Wii U entwickelt. Bereits Oktober 2015 wurde durch Data-Mining im Nintendo eShop eine HD-Version von Twilight Princess bestätigt. Schließlich wurde am 12. November 2015 Twilight Princess HD erstmals offiziell angekündigt und Tantalus als Entwickler bestätigt.

### Ankündigung
Am 12. November 2015 kündigte Satoru Shibata während einer Nintendo-Direct-Webshow Twilight Princess HD an und zeigte erstes Videomaterial. Gleichzeitig wurde das Wolf-Link-amiibo vorgestellt. Eine Limited Edition, welche das Spiel, das Wolf-Link-amiibo und eine Soundtrack-CD enthält, wurden ebenfalls angekündigt.

## Rezeption
Auf Metacritic erzielt Twilight Princess HD eine Durchschnittswertung von 85 %. Im Vergleich dazu erhielt die GameCube-Fassung eine deutlich höhere Durchschnittswertung von 96 %. An der Neuauflage werden unter anderem die nicht mehr zeitgemäße Grafik und die geringfügigen Änderungen im Vergleich zum Original kritisiert.